# Tarskov Møllegård
Tarskov Møllegård er en mølle og en fredet bygning i Aarhus Kommune, Danmark. Den nuværende mølle er opført i 1777 og blev opført på fredningslisten af Kulturarvsstyrelsen den 10. oktober 1964. Bygningerne bruges i dag til hesteavl, kvægopdræt og som bed and breakfast.

Møllen ligger ved Aarhus Å nord for Jeksendalen. Bygningerne kan føres tilbage til 1600-tallet, men formodes at være ældre. Den eksisterende vandmølle blev bygget i 1777 til formaling af korn. Møllen er ikke længere i drift, og møllehuset står i dag tomt. Vandhjulet blev erstattet af en 25 hk turbine i det 20. århundrede, men er siden blevet fjernet igen, så kun dammen, vandsluser og kværne er tilbage. Bygningerne er bindingsværk, og tagene er tagsten eller stråtækt.
- Stalde
- Møllen
- Mølle og dam
- Hovedbygning